# Вулиця Шота Руставелі (Київ)
Ву́лиця Шота́ Руставе́лі — вулиця у Печерському районі міста Києва, місцевості Бессарабка, Нова Забудова. Пролягає від Басейної до Жилянської вулиці.
Прилучаються вулиці Рогнідинська і Саксаганського.

## Історія
Вулиця виникла у 1830-х роках XIX століття у зв'язку із розплануванням і забудовою місцевості в долині річки Либідь, що згодом отримала назву Нова Забудова. Первинну мала назву Мала Васильківська (прокладена паралельно Великій Васильківській), з 1926 року — вулиця Борохова, на честь єврейського громадського діяча Бера Борохова. Сучасну назву отримала 1937 року на честь середньовічного грузинського поета Шота Руставелі (назву підтверджено 1944 року).
Наприкінці 1970-х років у зв'язку із підготовкою до Олімпійських ігор 1980 року було знесено декілька старих будинків у кінцевій частині вулиці, зокрема гарний 4-поверховий прибутковий будинок І. Голуба (архітектор А. Краусс, зведений 1898 року), за адресою вул. Шота Руставелі, 55. Цю монументальну споруду разом з цілими кварталами історичної забудови вулиць Жилянської та Еспланадної було знесено у 1980 році. Тоді, перед Олімпійськими іграми-1980, було вирішено «зачистити» площу перед стадіоном. Під час реконструкції НСК «Олімпійський» у 2008—2011 роках територію спорткомлексу було розширено, який поглинув ці квартали.
22 жовтня 2023 року на будівлі школи № 78 відкрита меморіальна дошка на честь військового Астамура Гумби.

## Забудова
Існуюча історична забудова виконана в останній третині XIX — на початку ХХ століття. Домінують 4—6-поверхові житлові та прибуткові будинки, переважно у стилі модерн та неоренесанс.
- № 4 — житловий будинок, на межі XIX—ХХ століть;
- № 8 — житловий будинок, на межі XIX—ХХ століть;
- № 9 — житловий будинок (1902—1903), європейський модерн;
- № 12 — житловий будинок (1902—1903), архітектор Володимир Ніколаєв, неоренесанс;
- № 13 — центральна синагога Бродського (1896—1898), архітектор Георгій Шлейфер, історизм;
- № 15 — житловий будинок; межа XIX—ХХ століть;
- № 18-Б — житловий флігель; початок XX століття;
- № 19 — колишній молитовний юдейський будинок (1898—1899), архітектор Володимир Ніколаєв, перебудовано у 1958 року у кінотеатр;
- № 20 — житловий будинок (1910), історизм з елементами класицизму та модерну;
- № 21 — житловий флігель; початок XX століття;
- № 22 — житловий будинок, 1896–1897, архітектор А.-Ф. Краусс, неоренесанс;
- буд. № 23, 24, 27, 29, 30, 31, 32, 34, 36, 37 (перебудовано), 38, 40/10, 42/13 (споруджені у другій половині XIX — на початку XX століття).

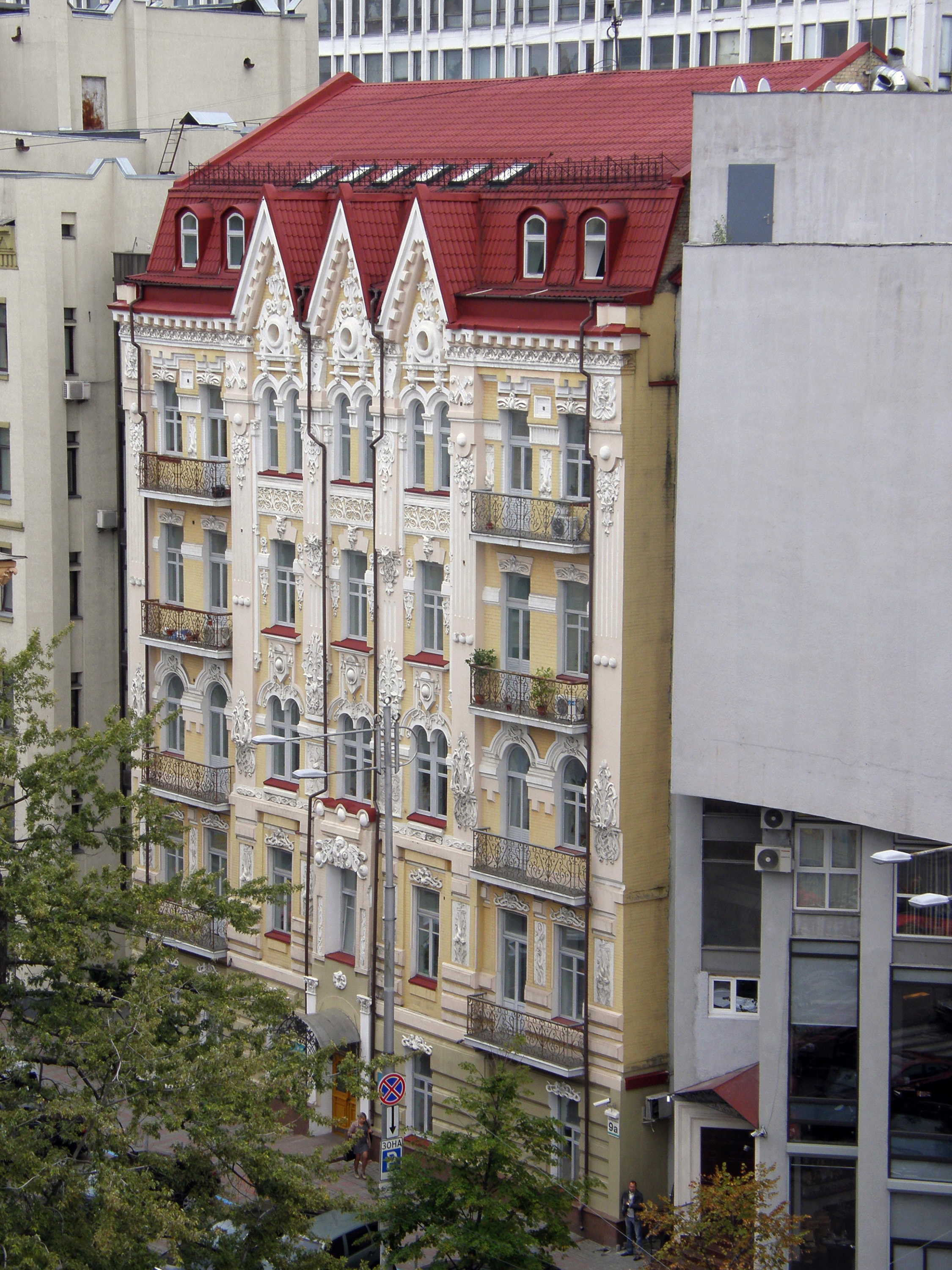
Будинок № 9-А
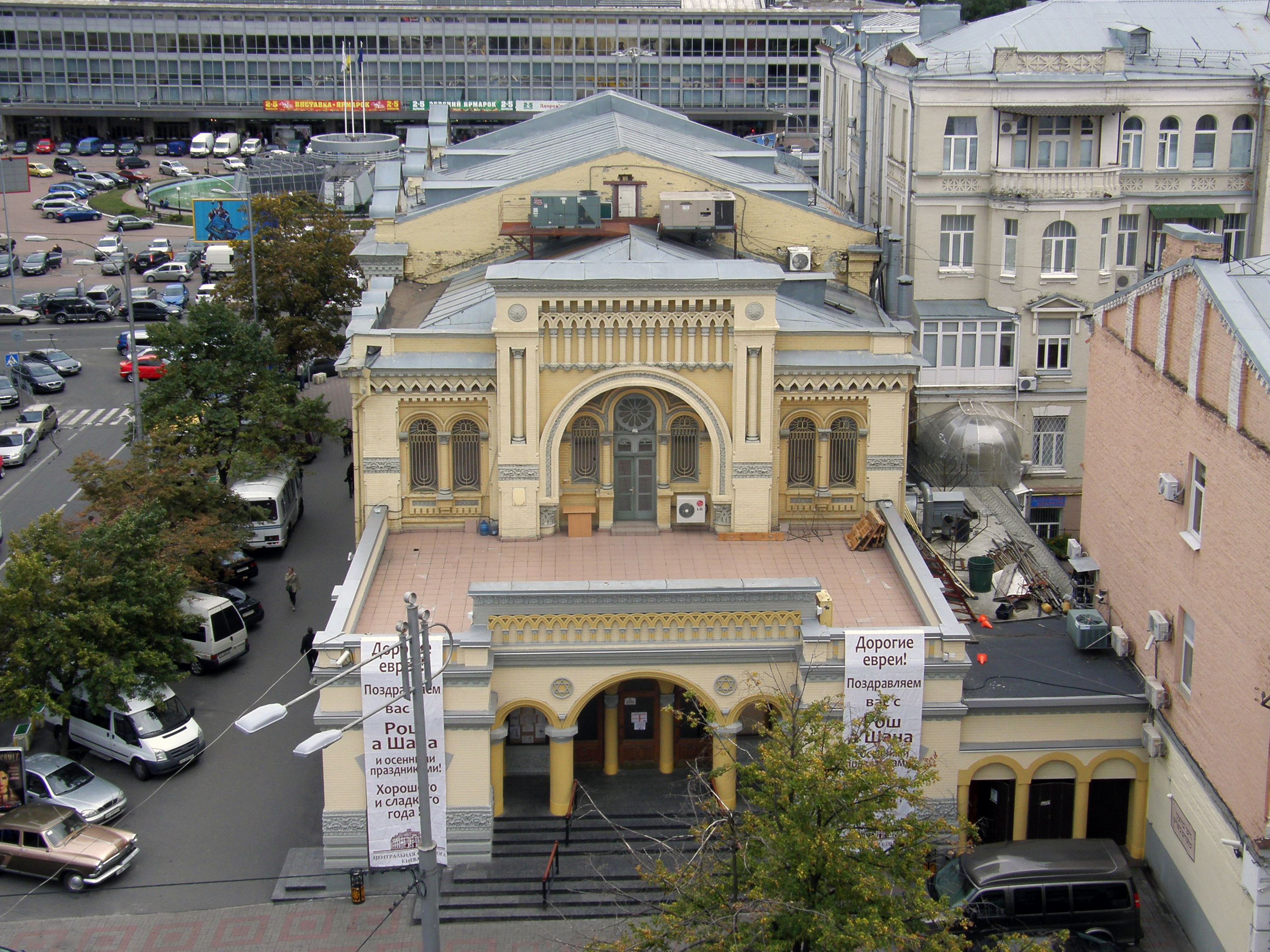
Синагога Бродського (№ 13)
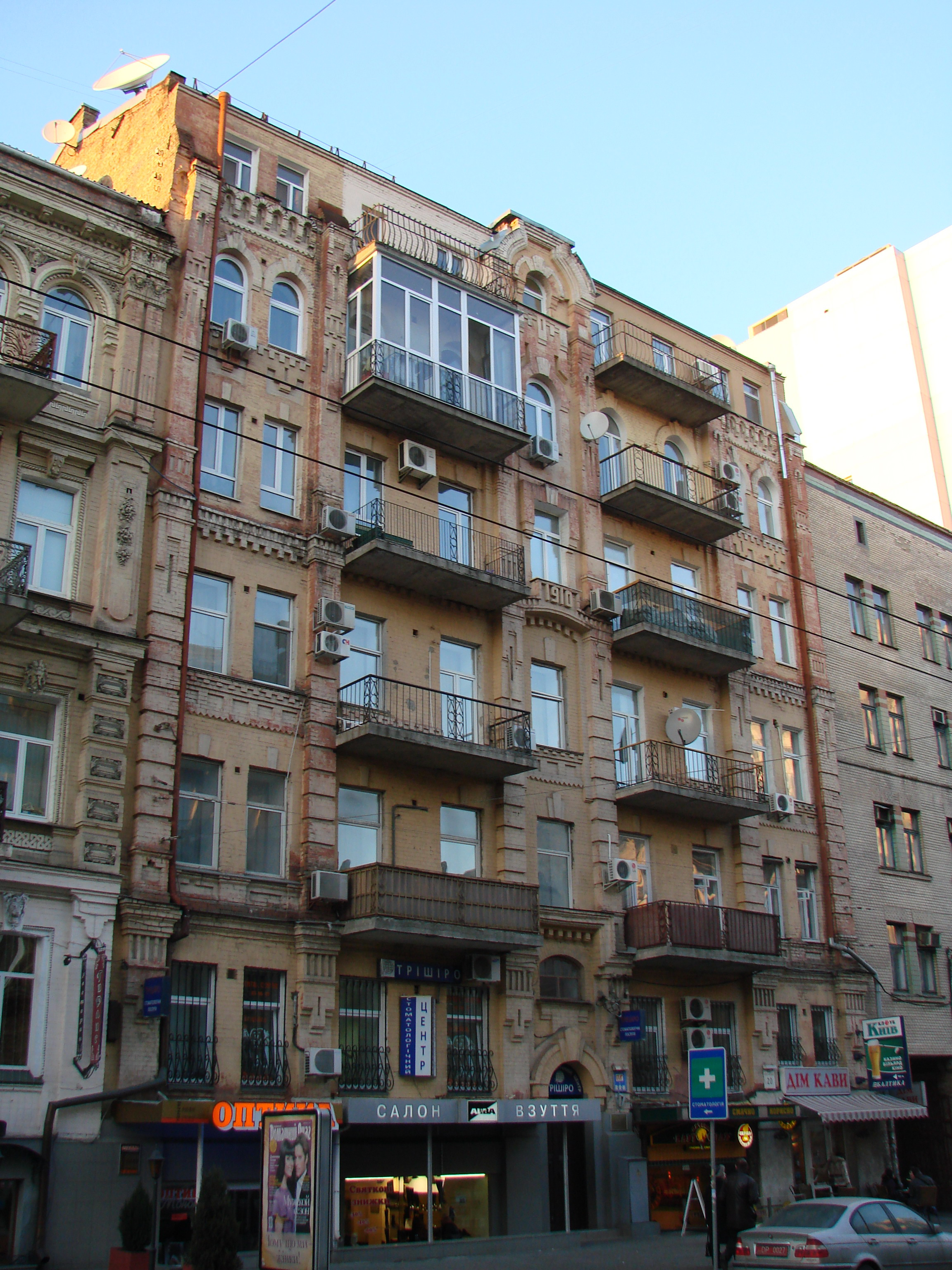
Будинок № 20
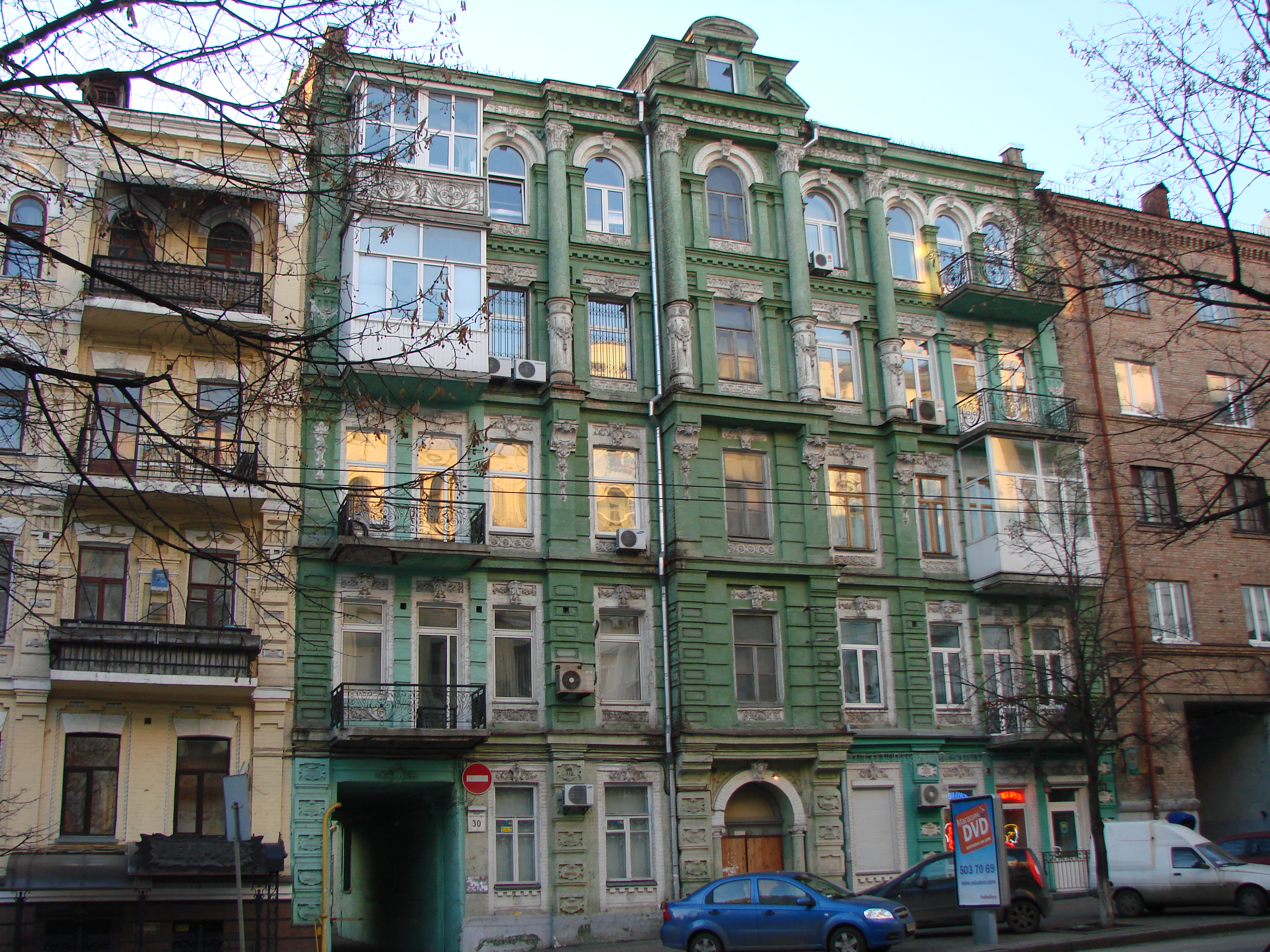
Будинок № 30
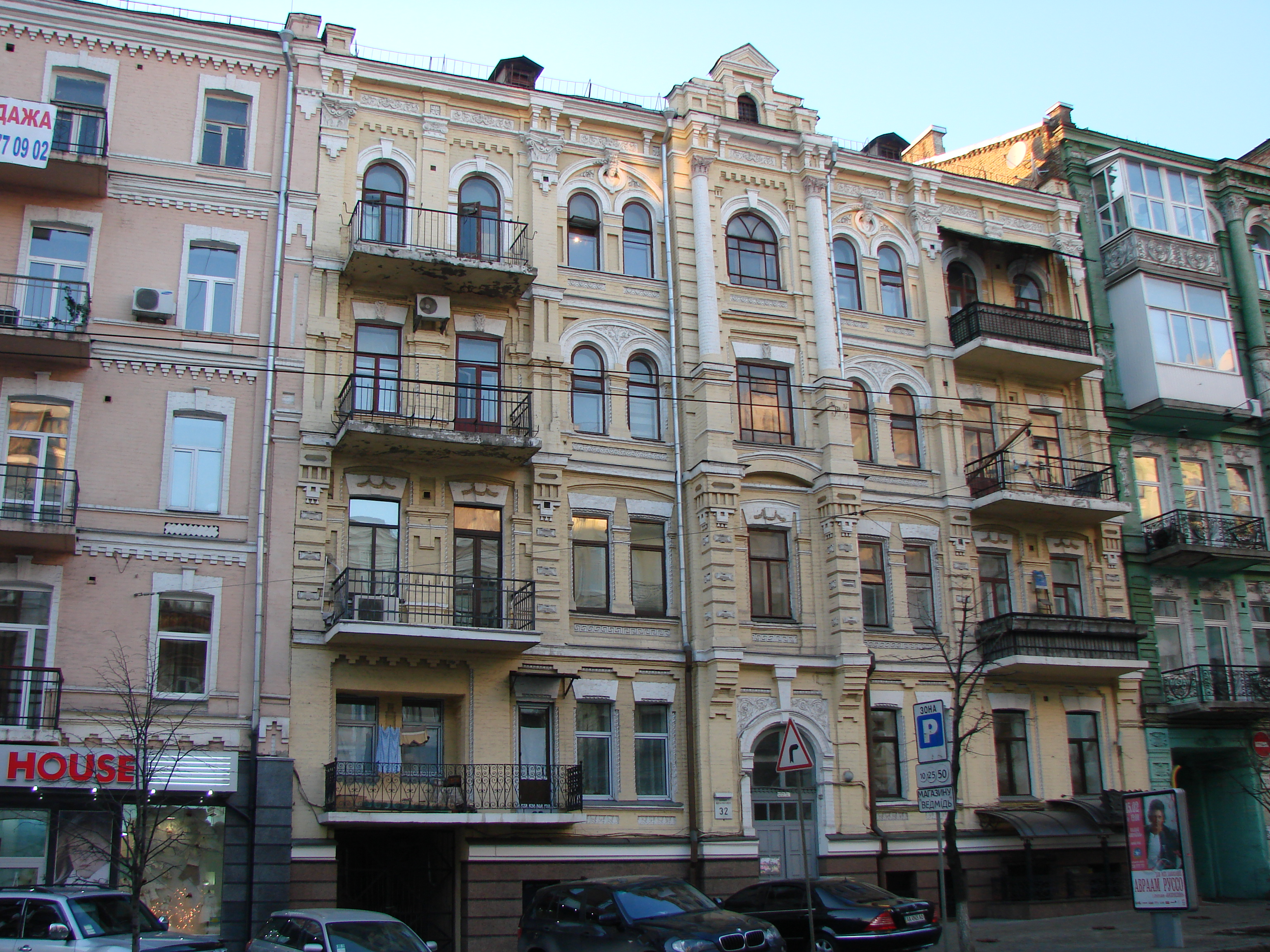
Будинок № 32
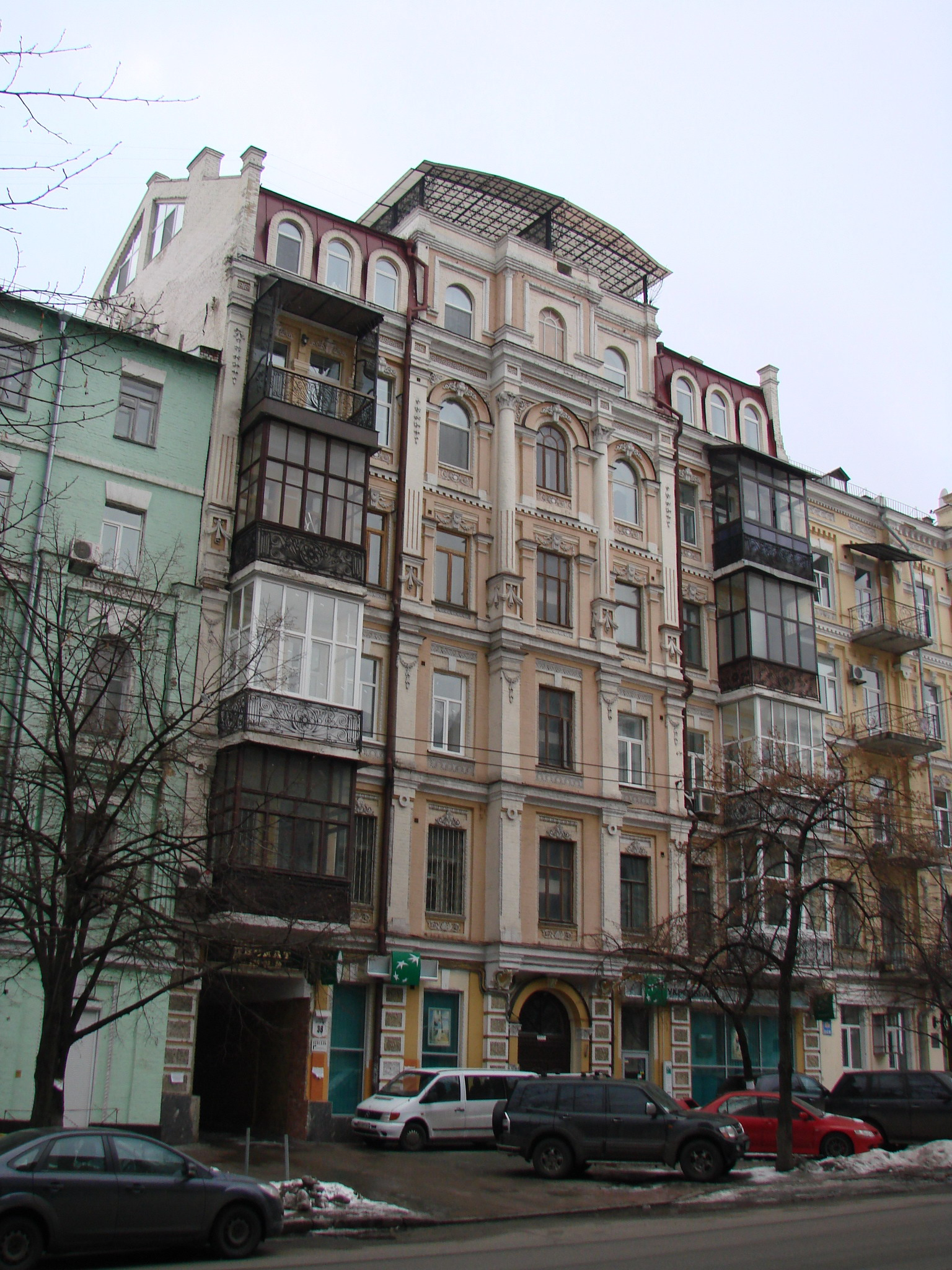
Будинок № 38
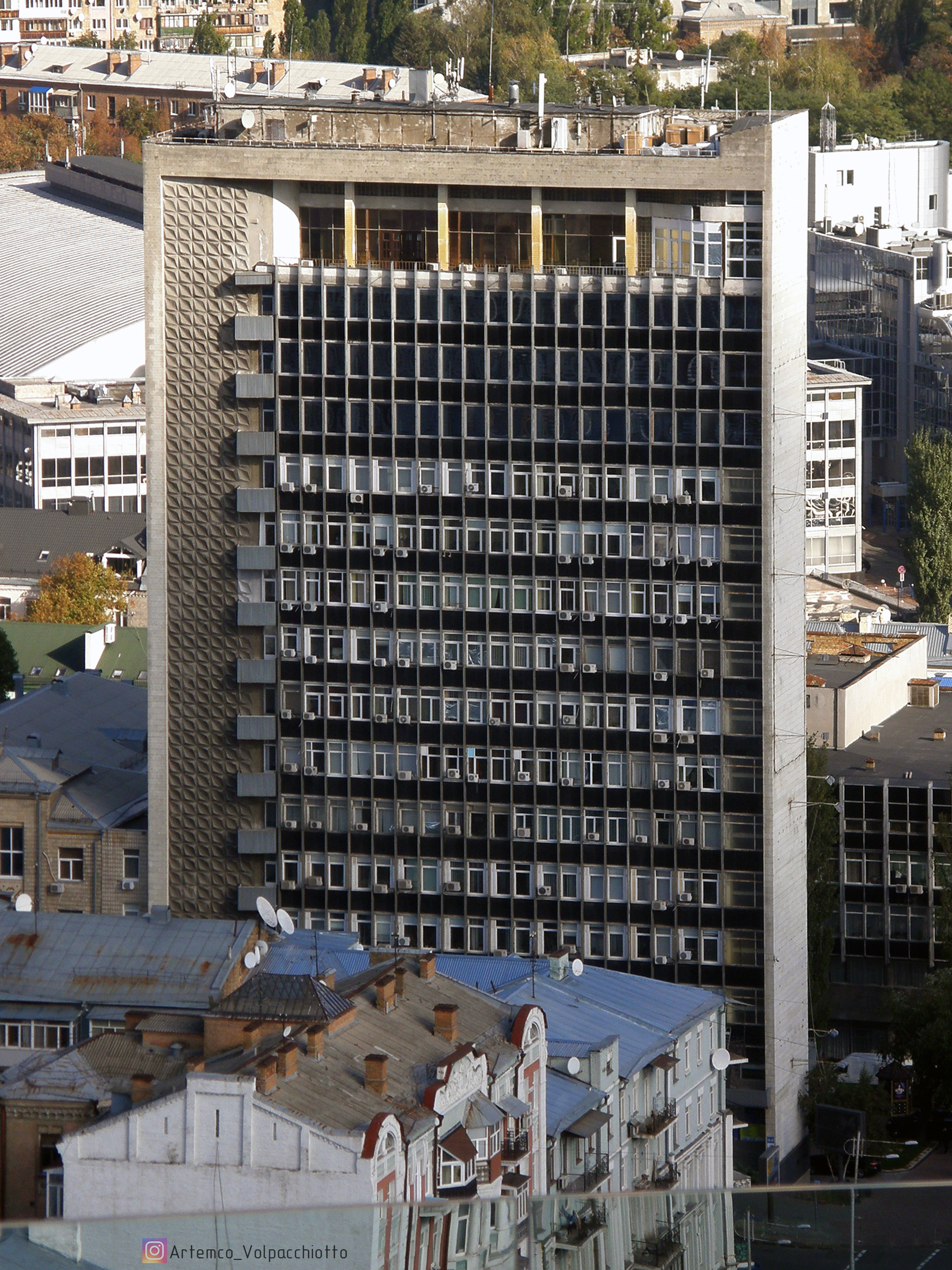
Укрпрофоздоровниця (№ 39-41)
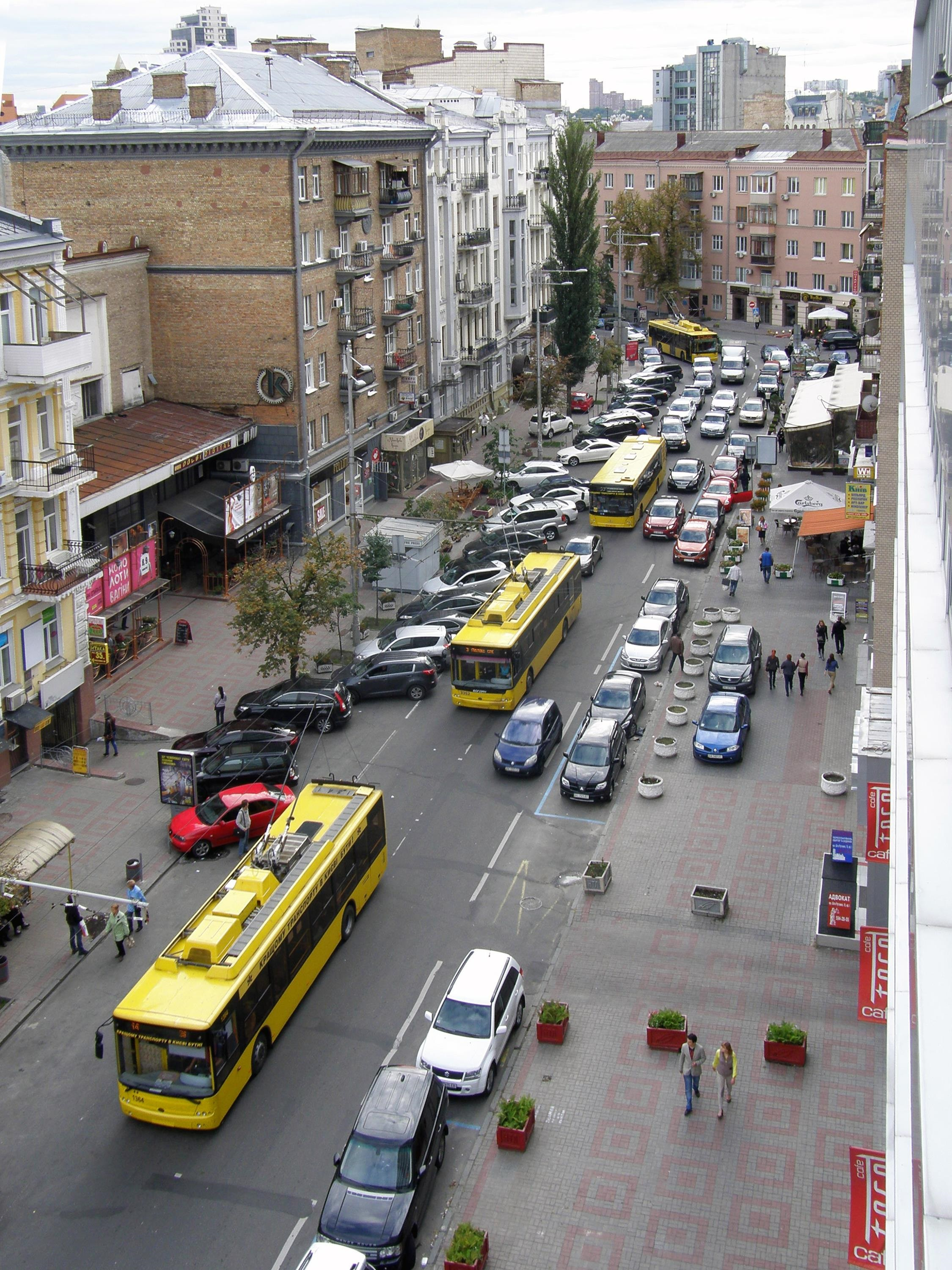
Транспортний рух вулицею Еспланадною

## Установи та заклади
- № 3 — Державний комітет статистики України
- № 6 — Дитячий садок № 377
- № 9 — Державний комітет лісового господарства України;
- № 13 — Центральна синагога Бродського
- № 19 — кінотеатр «Кінопанорама»
- № 25 — поштове відділення № 19
- № 37 — ліцей № 79
- № 46 — ліцей № 145
- № 47 — школа № 78